# Takahiro Taguchi
Takahiro Taguchi (japanisch 田口 貴寛 Taguchi Takahiro; * 8. Dezember 1957 in der Präfektur Tokio) ist ein japanischer Fußballspieler.

## Karriere
Taguchi erlernte das Fußballspielen in der Universitätsmannschaft der Osaka University of Commerce. Seinen ersten Vertrag unterschrieb er 1980 bei Yomiuri. Der Verein spielte in der höchsten Liga des Landes, der Japan Soccer League. Mit dem Verein wurde er 1983 japanischer Meister. Für den Verein absolvierte er fünf Erstligaspiele. Ende 1983 beendete er seine Karriere als Fußballspieler.
Von 2011 bis 2012 war er der Co-Trainer des J2-League-Vereins Yokohama FC. Im März 2012 wurde Taguchi Cheftrainer.

## Erfolge
Yomiuri
- Japan Soccer League

Meister: 1983
Vizemeister: 1981
- Kaiserpokal

Finalist: 1981